# В тылу врага 2: Ось зла
«В тылу врага 2: Ось зла» (англ. Behind Enemy Lines II: Axis of Evil) — американский военный боевик режиссёра Джеймса Додсона, сиквел фильма «В тылу врага» (2001). Главные роли исполнили Николас Гонсалес, Мэтт Бушнелл, Кит Дэвид, Денис Арндт, Бен Кросс, Брюс Макгилл и Питер Койоти.
Фильм был выпущен сразу на DVD 17 октября 2006 года.

## Сюжет
Сюжетно фильм никак не связан с первым фильмом и рассказывает свою собственную историю, основанную на взрыве в Янгандо в 2004 году, из-за которого в Северной Корее образовалось неизвестное грибовидное облако.
После того, как разведывательные спутники обнаруживают в Северной Корее большую трёхступенчатую межконтинентальную баллистическую ракету «Тополь», несущую ядерное оружие, которая может нанести удар по любой точке континентальной части США, президент США Адэр Т. Мэннинг приказывает группе морских котиков США под командованием лейтенанта Роберта Джеймса уничтожить ракету и место её запуска.
Пентагон прерывает миссию, однако, когда штаб отзывает приказ, два солдата уже десантировались на территорию Кореи. Джеймсу удаётся остановить третьего солдата, после чего он сооружает импровизированный трап, выглядывает наружу и сообщает остальным членам отряда, что миссия отменена. Но Джеймс случайно выпадает из самолёта. Мастер чиф-петти-офицер Нил Т. «Спаз» Кэллаган ослушивается приказа и выпрыгивает из самолёта вслед за Джеймсом. После этого, Джеймс, Кэллаган и два других солдата сталкиваются с северокорейскими вооружёнными силами во главе с коммандором Хваном. В ходе перестрелки Джеймс и Кэллаган попадают в плен к врагам, в то время как два оставшихся солдата сбегают.
После того, как южнокорейские спецподразделения спасают двух солдат, президент Мэннинг и правительство Южной Кореи отправляют морских котиков США и южнокорейских спецназовцев для уничтожения ракетной базы. Однако, вскоре сигнал с котиками пропадает и Мэннинг считает, что их тоже взяли в плен. Под давлением председателя Объединённого комитета начальников штабов ВВС США генерала Нормана Т. Вэнса, Мэннинг решает отправить бомбардировщики Northrop B-2 Spirit для уничтожения объекта, но это приведёт к полномасштабной войне с Северной Кореей. Хван почти захватывает котиков и южнокорейский спецназ, но дезертировавший офицер стреляет в него. Джеймс и южнокорейцы уничтожают ракетную шахту с помощью бомбы до того, как бомбардировщики долетают до ракетной базы, что предотвращает бомбардировку и полномасштабную войну.
Затем Кэллаган попадает в суд по обвинению в нанесении удара офицеру и игнорированию приказа, и, в итоге, ему светит 11 лет содержания в тюрьме. Однако, из-за характера операции, слушание получает статус засекреченного, после чего все обвинения с Кэллагана снимаются и он возвращается к своей семье.
Тем временем, Джеймс находится на секретной встрече с Мэннингом и приводит туда своего наставника, Скотта Бойтано, чтобы тот стал свидетелем того, как Джеймс получит награду за военную службу. В финале фильма Скотт говорит Джеймсу, что за всю свою службу он не видел никого, кто хотел стать морским котиком так сильно, как Джеймс. Во время финальных титров демонстрируется новостной репортаж о взрыве в Янгандо.

## В ролях
| Актёр                 | Роль                      |
| --------------------- | ------------------------- |
| Николас Гонсалес      | Роберт Джеймс             |
| Мэтт Бушнелл          | Нил Т. «Спаз» Кэллаган    |
| Питер Койоти          | президент Адэр Т. Мэннинг |
| Джозеф Стивен Янг     | коммандор Хван            |
| Эйприл Грейс          | Элли Бриллиард            |
| Кит Дэвид             | Скотт Бойтано             |
| Денис Арндт           | Вейлон Армитаж            |
| Бен Кросс             | Тим Макки                 |
| Брюс Макгилл          | Норман Т. Вэнс            |
| Гленн Моршауэр        | Генри Д. Уилер            |
| Кеннет Чои            | посол Парк Ли Сун         |
| Майкл Шеннон Дженкинс | офицер Лоуренс            |
| Лаура Гиош            | Аннабель                  |

## Триквел
В январе 2009 года состоялась премьера третьего фильма франшизы под названием «В тылу врага 3: Колумбия», который, как и второй фильм, был выпущен сразу на DVD.